# هانس بورمان
هانس بورمان (بالألمانية: Hans Burmann) (و. 1937  م) هو مصور سينمائي إسباني، ولد في باد هونيف.

## وصلات خارجية
- هانس بورمان على موقع IMDb (الإنجليزية)
- هانس بورمان على موقع ألو سيني (الفرنسية)
- هانس بورمان على موقع أول موفي (الإنجليزية)
- هانس بورمان على موقع قاعدة بيانات الأفلام السويدية (السويدية)
- هانس بورمان على موقع قاعدة بيانات الفيلم (الإنجليزية)
- هانس بورمان على موقع كينوبويسك (الروسية)